# Nyctemera conicus
Nyctemera conicus är en fjärilsart som beskrevs av Kirby 1892. Nyctemera conicus ingår i släktet Nyctemera och familjen björnspinnare. Inga underarter finns listade i Catalogue of Life.